# Хитотоль (муниципалитет)
Хитотоль (исп. Jitotol) — муниципалитет в Мексике, штат Чьяпас, с административным центром в одноимённом посёлке. Численность населения, по данным переписи 2020 года, составила 24 966 человек.

## Общие сведения
Название Jitotol с языка науатль можно перевести как — место, где говорят на красивом языке.
Площадь муниципалитета равна 235,3 км², что составляет 0,3 % от площади штата, а наиболее высоко расположенное поселение Сан-Антонио-ла-Кумбре, находится на высоте 1819 метров.
Он граничит с другими муниципалитетами Чьяпаса: на севере с Ринкон-Чамула-Сан-Педро, Пуэбло-Нуэво-Солистауаканом и Сан-Андрес-Дурасналем, на востоке с Симоховелем и Эль-Боске, на юге с Бочилем, на западе с Пантепеком и Районом.

## Учреждение и состав
Муниципалитет был образован в 1915 году, по данным 2020 года в его состав входит 59 населённый пунктов, самые крупные из которых:
| Код INEGI                  | Населённый пункт                                                                 | Численность населения (2005 год) | Численность населения (2010 год) | Численность населения (2020 год) |
| -------------------------- | -------------------------------------------------------------------------------- | -------------------------------- | -------------------------------- | -------------------------------- |
| 047                        | Всего                                                                            | 15005                            | 18685                            | 24966                            |
| 0001                       | Хитотоль (исп. Jitotol) 17°04′05″ с. ш. 92°51′44″ з. д. (административный центр) | 3701                             | 4427                             | 5580                             |
| 0022                       | Кармен-Сакаталь (исп. Carmen Zacatal) 17°04′53″ с. ш. 92°48′10″ з. д.            | 2497                             | 2579                             | 2971                             |
| 0043                       | Лас-Маравильяс (исп. Las Maravillas) 17°05′51″ с. ш. 92°53′27″ з. д.             | 1629                             | 2105                             | 2699                             |
| 0010                       | Эль-Амбар (исп. El Ámbar) 17°01′31″ с. ш. 92°50′05″ з. д.                        | 910                              | 1157                             | 1742                             |
| 0029                       | Калидо (исп. Cálido) 17°05′54″ с. ш. 92°47′16″ з. д.                             | 1042                             | 1189                             | 1552                             |
| 0055                       | Рубен-Харамильо (исп. Rubén Jaramillo) 17°03′12″ с. ш. 92°55′06″ з. д.           | 238                              | 314                              | 867                              |
| 0092                       | Уньон-Сарагоса (исп. Unión Zaragoza) 17°04′56″ с. ш. 92°50′45″ з. д.             | 504                              | 652                              | 782                              |
| 0008                       | Альтамирано (исп. Altamirano) 17°06′48″ с. ш. 92°47′58″ з. д.                    | 487                              | 570                              | 770                              |
| —                          | Прочие                                                                           | 3997                             | 5690                             | 8003                             |
| Названия на карте Генштаба |                                                                                  |                                  |                                  |                                  |

## Экономическая деятельность
По статистическим данным 2000 года, работоспособное население занято по секторам экономики в следующих пропорциях:
- сельское хозяйство, скотоводство и рыбная ловля — 73,5 %;
- промышленность и строительство — 9,2 %;
- торговля, сферы услуг и туризма — 16,3 %;
- безработные — 1 %.

### Сельское хозяйство
Выращиваемые культуры: кофе, бобы, тамаринд, кукуруза и овощи.

### Животноводство
В муниципалитете разводится крупный рогатый скот, свиньи, лошади и домашняя птица.

### Лесная отрасль
Существует лесопилка, занимающаяся производством пиломатериалов из сосны.

## Инфраструктура
По статистическим данным 2020 года, инфраструктура развита следующим образом:
- электрификация: 94,5 %;
- водоснабжение: 29,1 %;
- водоотведение: 91,5 %.

## Туризм
Туристов привлекают водопады Сальто-де-Хитотоль и местный карнавал.